# Ґенсін (Куявсько-Поморське воєводство)
Ґенсін (пол. Gęsin) — село в Польщі, у гміні Закшево Александровського повіту Куявсько-Поморського воєводства.
Населення — 189 осіб (2011).
У 1975-1998 роках село належало до Влоцлавського воєводства.

## Демографія
Демографічна структура станом на 31 березня 2011 року:
|          | Загалом | Допрацездатний вік | Працездатний вік | Постпрацездатний вік |
| -------- | ------- | ------------------ | ---------------- | -------------------- |
| Чоловіки | 98      | 22                 | 70               | 6                    |
| Жінки    | 91      | 20                 | 56               | 15                   |
| Разом    | 189     | 42                 | 126              | 21                   |